# جريجوري جارفيس
جريجوري جارفيس (بالإنجليزية: Gregory Jarvis)‏ (و. 1944 – 1986 م) هو مهندس، ورائد فضاء، وضابط من الولايات المتحدة الأمريكية . ولد في ديترويت، ميشيغان .
توفي في رأس كانافيرال .بسب تحطم مكوك الفضاء تشالنجر

## ريادة الفضاء
شارك في المهمات الفضائية:
- STS-51-L.

## التعليم
تعلم في جامعة بافالو

## الخدمة العسكرية
خدم في القوات الجوية الأمريكية.

## جوائز
حصل على جوائز منها:
- Congressional Space Medal of Honor.